# 果酒

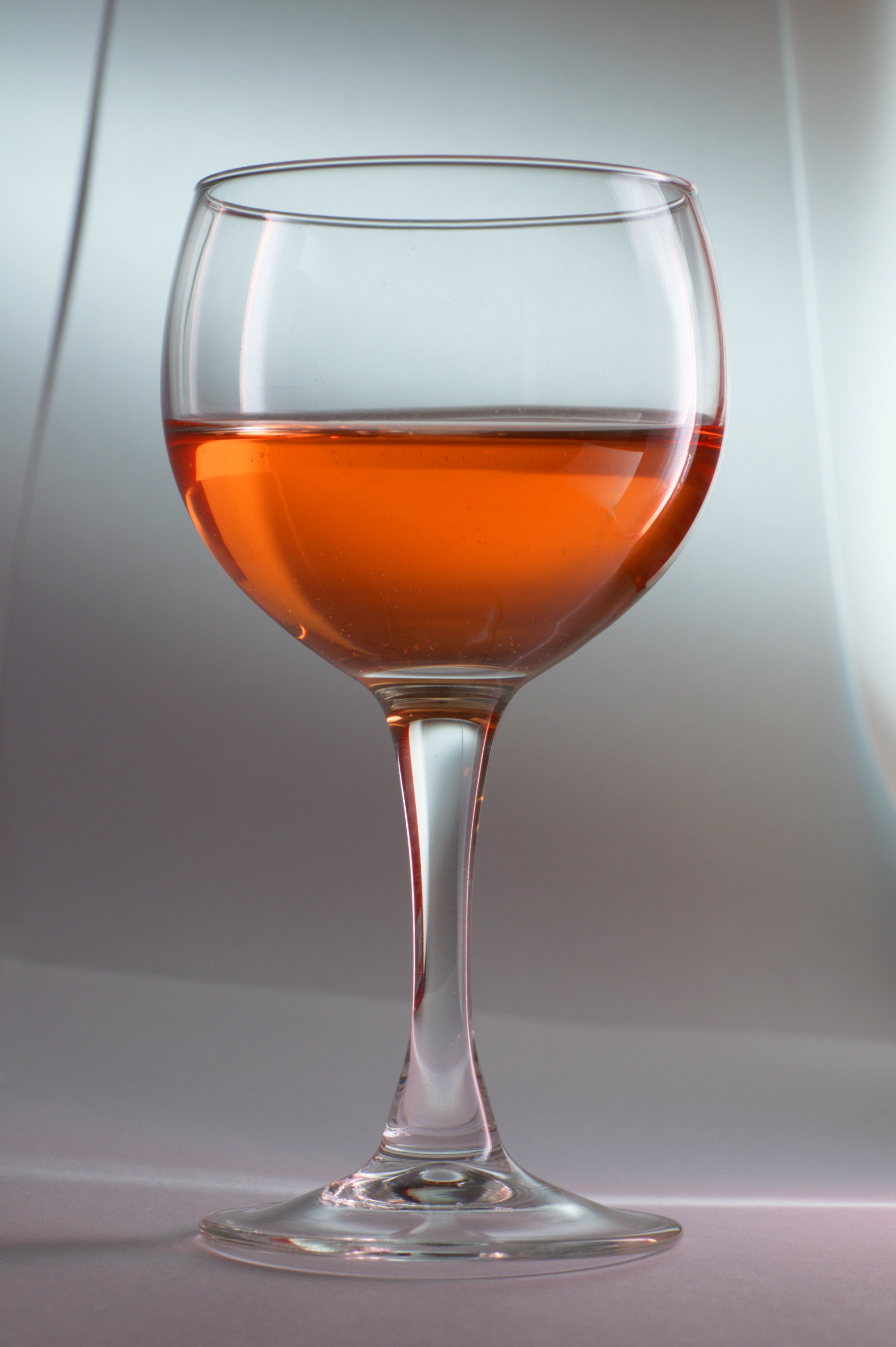
果酒

果酒是以植物果實（特指水果）為原料發酵而酿制成的酒精飲料，是人类最早学会酿造的酒。最常見的原料為葡萄，製成葡萄酒，早在6000年前苏美尔人和古埃及人已经会酿造葡萄酒了。其他果类如梅子、蘋果、黑莓、荔枝等，也可以製成果酒。另一種果酒的製造方法，是將果實直接混入酒精飲料中，製成雞尾酒；或是以蒸餾酒浸泡果實（如梅酒）。
自然界中的单糖大部分存在于各种水果之中，主要为葡萄糖和果糖，水果中的糖在合适的温度和湿度条件下，就可以被自然界中存在的微生物发酵产生酒精。早在几万年以前，人类已经会贮存食物，采集贮存的水果。经一段时间后，就会自然产生酒精。尤其在湿度较高的欧洲，对酒精比较敏感的孕妇吃了这种水果可能会流产。经过几万年的自然选择，欧洲的白种人对酒精都有了一定的抵抗力，大部分人喝酒脸不变色；而在亚洲因为冬季气候寒冷又干燥，水果不容易发酵，缺乏这种自然选择的机会，因此黄种人酒精过敏的比例较高，大部分人喝酒都会脸红，尤其是从未接触过酒精的印地安人，有一种说法认为印地安民族是毁于白种人带去的酒和梅毒。

## 果酒制作的原理
果酒的制作离不开酵母菌。酵母菌是兼性厌氧微生物。有氧条件下，酵母菌进行有氧呼吸（{\displaystyle {\ce {C6H12O6 {+}6O2 -> 6CO2 {+}6H2O}}}），大量繁殖。无氧条件下，进行无氧呼吸（{\displaystyle {\ce {C6H12O6->2C2H5OH{+}2CO2}}}）即进行酒精发酵，产生酒精。
酒精发酵时一般将温度控制在18～25℃。在葡萄酒的自然发酵过程中，其主要作用的是附着在葡萄皮上的野生型酵母菌。在在发酵过程中，随着酒精度数的提高，红葡萄皮的色素也进入发酵液，使葡萄酒呈现深红色。在缺氧、呈酸性的发酵液中，酵母菌可以生长繁殖，而绝大多数其他微生物因无法适应这一环境而受到抑制。